# Karlheinz Stockhausen

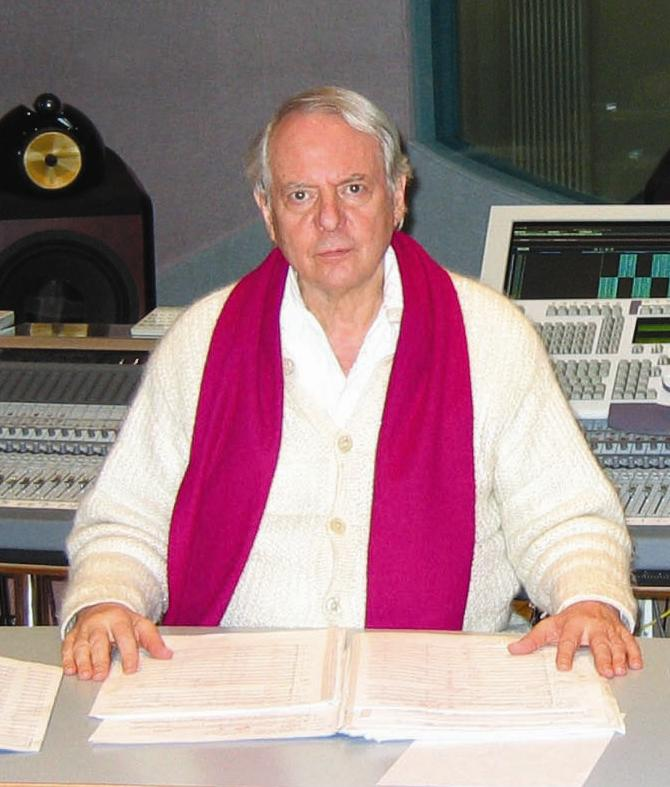
Karlheinz Stockhausen in 2004

Karlheinz Stockhausen (Mödrath, 22 augustus 1928 – Kürten-Kettenberg, 5 december 2007) was een Duitse componist. Hij wordt beschouwd als een van de invloedrijkste componisten uit de tweede helft van de 20e eeuw.

## Leven en werk

### Vroege jeugd
Stockhausen werd in een klein dorp ten westen van Keulen geboren, als zoon van de onderwijzer Simon Stockhausen (1899-1945) en Gertrud Strupp (1900-1941), die uit een welgestelde boerenfamilie stamde. Beide ouders waren katholiek, hetgeen in Duitsland een juist wat strenger christelijk geloof dan protestant betekent (in tegenstelling tot Nederland, waar deze verhoudingen andersom liggen). Zijn eerste vier weken bracht de pasgeboren Karlheinz door op de boerderij van zijn grootouders; voor zijn zevende levensjaar zou hij zesmaal verhuizen, onder andere vanwege overplaatsing van zijn vader naar telkens een andere school. Er werden nog twee kinderen in het gezin geboren: Katharina (1929) en Hermann-Josef (1932).
Reeds in zijn vroegste jeugd werd Karlheinz Stockhausen met theater geconfronteerd; zijn vader, die als onderwijzer ook viool en piano had leren spelen, was op dit gebied actief met zijn leerlingen en in een plaatselijke theatervereniging. Toch was het moeder Gertrud die over een groter muzikaal talent beschikte, zij speelde piano en zong. Maar het gezin Stockhausen had het zwaar, en leefde op de rand van armoede. Gertrud leed onder de gevolgen van de relatief snel na elkaar geboren kinderen, en kon daarbij de dagelijkse zorgen niet goed meer aan. Zij werd uiteindelijk in december 1932 in een verzorgingstehuis opgenomen. Enige maanden daarna overleed tot overmaat van ramp ook nog het kleine broertje "Hermännchen".
Toen vader Simon in 1935 een aanstelling als schoolhoofd in Altenberg kreeg, braken betere tijden aan. Hoewel Karlheinz, naar het voorbeeld van zijn zeer muzikale moeder, als kleine jongen ook veel piano speelde, kreeg hij in Altenberg voor het eerst pianoles, van de protestantse  Dom-organist Franz-Josef Kloth. Hij maakte snel vorderingen, want hij mocht al na een jaar voorspelen op dorps- en verenigingsfeesten. Reeds in deze tijd openbaarde zich een bijzondere gave: wat Karlheinz eenmaal gehoord had, onthield hij foutloos, en hij leerde het na te spelen. Hij was een van de eerste componisten die opgroeiden met radio en grammofoonplaten, en leerde al jong veel verschillende melodieën kennen, in diverse muziekgenres, van schlager tot opera, van operette tot populaire liedjes. Zijn moeder Gertrud begreep de radio niet, en er ontstonden conflicten tussen de ouders, als zij tegen de mensen in de radio probeerde te praten, iets waarover de vader woedend kon worden.
Maar ook andere geluiden uit zijn vroege jeugd werkten inspirerend op Karlheinz. Zo bevonden zich in de buurt de eerste transformatorkasten, met een typisch zoemend geluid. Die lieten op de latere pionier op het gebied van de elektronische muziek een blijvende indruk achter.
Toen Karlheinz in 1935 een middenoorontsteking kreeg, was er geen geld om een arts te betalen. In plaats daarvan kreeg hij van de gemeentelijke ziekenzuster een behandeling met waterstofperoxide. Dit had tot gevolg dat zijn ontstoken rechteroor binnenin verschrompelde. Door deze gehoorschade beschikte hij sindsdien rechts nog maar over 30% van het normale hoorvermogen.

### Ervaringen gedurende de Tweede Wereldoorlog
In 1938 hertrouwde vader Simon. Met Luzia, zijn tweede vrouw, kreeg hij twee kinderen, Waltraud en Gerd. Stockhausens moeder stierf in 1941 ten gevolge van de euthanasiemaatregelen van het naziregime.
Omdat zijn vader Karlheinz het liefst in zijn eigen voetsporen zag treden, verbleef de zoon vanaf januari 1942 op het internaat van de LBA (Lehrerbildungsanstalt, een lerarenopleiding) te Xanten. Karlheinz was hier een van de jongste leerlingen. Op de LBA werd aanvankelijk regelmatig muziek gemaakt, en Stockhausen speelde eenvoudige Mozart- en Haydnsymfonieën als derde hoboïst in het schoolorkest. Maar naarmate de oorlog vorderde was daar steeds minder tijd voor, en tegen het einde van de oorlog zelfs niet meer voor het onderwijs.
Toen Simon Stockhausen in 1943 als 44-jarige officier in het Duitse leger ten strijde moest trekken, kwam Karlheinz nog maar weinig thuis. In februari 1945 zou zijn vader afscheid van hem nemen met de woorden "Ich komme nicht wieder. Mach alles gut" ("Ik kom niet terug. Het allerbeste"). Als leraar was hij steeds verder in de dienst aan de partij getrokken. Hoewel Simon als vermist bekendstaat, is het waarschijnlijk dat hij in Hongarije om het leven is gekomen.
Toen de bombardementen van de geallieerden in hevigheid toenamen, verhuisde de LBA naar Bedburg/Erft, maar ook daar vond geen onderwijs meer plaats, omdat het gebouw als militair hospitaal dienst ging doen. Karlheinz Stockhausen ondervond zo van zeer nabij de verschrikkingen van de oorlog, zowel de bloedige gevolgen van de fosforbommen van de geallieerden, als de grove misdragingen van de zijde van Duitse soldaten.
Van 1946 tot 1947 volgde Stockhausen het Gymnasium in Bergisch Gladbach, waarna hij uiteindelijk het plan opvatte om in het destijds nog zwaar gehavende Keulen schoolmuziek te gaan studeren.

### Piano en universitaire studie
Bij het toelatingsexamen Pasen 1947 zakte Stockhausen voor zijn theorie. Geen wonder, aangezien hij daarin nog nooit was onderwezen. Hij werd echter wel aangenomen als student piano in de klas van Hans Otto Schmidt-Neuhaus en kon dankzij deze en de theorielessen in 1948 zijn toelatingsexamen Schoolmuziek behalen. Naast deze studies volgde hij als bijvakken germanistiek, filosofie en muziekwetenschap aan de Universiteit van Keulen.

#### Schoolmuziek
Sinds 1947 werd de Musikhochschule (het Conservatorium) te Keulen geleid door Hans Mersmann, mede-uitgever van het tijdschrift Melos. Mersmann was altijd al een voorvechter van de nieuwe muziek geweest, hetgeen hem het leven er niet gemakkelijker op had gemaakt gedurende de jaren van het naziregime. Mersmann gaf lessen analyse aan de schoolmuziekstudenten, waarbij hij de nadruk legde op Bartók, Stravinsky en de vroege Hindemith. In 1948 ontmoette Stockhausen Doris Andreae, zijn latere eerste vrouw, tijdens een bijeenkomst van de literatuurkring van Schmidt-Neuhaus. Doris kwam uit een oud en rijk geslacht, dat teruggaat tot Johann Valentin Andreae (1586-1654), de schrijver van De Alchemistische bruiloft van Christian Rosenkreutz, het eerste boek van de Rozenkruisers.
In december 1949 werd, in de overvolle zaal van het Conservatorium, door Else Krauss het complete pianowerk van Schönberg gespeeld, nadat deze muziek jarenlang verboden was geweest. Stockhausen was bij de toehoorders en ging zich prompt nader verdiepen in deze nieuwe muziek. Hij ontdekte in de bibliotheek Herbert Eimerts boek Atonale Musiklehre uit 1924 en bestudeerde het gretig. In hetzelfde jaar (1949) verscheen het later zo bekritiseerde boek Filosofie van de nieuwe muziek van Theodor Adorno, waarin de muziek van Stravinsky met die van Schönberg werd vergeleken, én eerstgenoemde het moest ontgelden. Stockhausen distantieerde zich vanaf het begin enigszins van deze discussie. Het waren uiteindelijk met name de partituren van Webern die hem fascineerden. Het toenmalige begrip van deze muziek leidde in de jaren vijftig in Europa uiteindelijk tot het avant-gardisme, met Stockhausen, Boulez en de Belgische componist Karel Goeyvaerts in de voorste gelederen.

#### Compositie
In 1950 beëindigde Stockhausen zijn schoolmuziekstudie en ging op aandringen van Hermann Schroeder compositie studeren. Schroeder was de eerste die zijn talenten hierin herkende. In het najaar van 1950 speelde hij Frank Martin, het toenmalige hoofd van de compositieafdeling van het Conservatorium te Keulen, zijn Drei Lieder voor en werd aangenomen. Vanaf dat moment stopte hij met zijn overige studies aan de Universiteit en wijdde zich uitsluitend aan de muziek. Ook zijn ambities als schrijver liet hij (voorlopig) varen.

#### Darmstädter Ferienkurse1951
Op aanbeveling van Eimert woonde Stockhausen de sindsdien wereldberoemd geworden vakantiecursus in Darmstadt bij, waar hij kennismaakte met onder anderen Theodor Adorno (die de onverwacht wegens ziekte afwezige Arnold Schönberg op het laatste moment verving), Karel Goeyvaerts, Bengt Hambraeus, Hanz Werner Henze, Gottfried Michael Koenig, Bruno Maderna, Luigi Nono, Bernd Alois Zimmermann alsmede critici zoals Antoine Goléa en Heinz-Klaus Metzger.
Tijdens een debat over Goeyvaerts' sonate voor twee piano's vroeg Adorno naar de vormopbouw, het gebruik van motieven, voor- en nazin; Stockhausen antwoordde hem: "Herr Professor, Sie suchen ein Huhn auf einem abstrakten Bild" (beste professor, u zoekt naar een kip in een abstract schilderij). In een later radio-interview vulde Adorno hierover zijn kritiek op de nieuwe serialisten aan: "Dass aber die Kritik jene jüngsten Gebilde losgelassener Rationalität nicht verstünde, kann ihr deshalb nicht vorgeworfen werden, weil sie den eigenen Programm nach nicht verstanden, nur bewiesen werden wollen. Auf die Frage nach der Funktion irgendeines Phänomens darin im Sinnzusammenhang der Komposition wird mit Ableitung aus dem System geantwortet" (Dat echter de critici het nieuwste, van alle rationaliteit gespeende, bouwsel niet zouden begrijpen, kan hen niet aangerekend worden, omdat dit volgens eigen zeggen niet begrepen, doch slechts bewezen wil worden. Op de vraag naar de functie van een of ander fenomeen in semantische samenhang met de compositie, wordt uitsluitend geantwoord met een formele afleiding naar het systeem zelf).
Met zijn sonate voor twee piano's was het dus Karel Goeyvaerts geweest, die als eerste de weg van het serialisme was ingeslagen, en hij vond de jonge Stockhausen aan zijn zijde. Over Schönbergs muziek hadden zij weinig goeds te melden, zo verklaarde Goeyvaerts: "C'est du Verdi sériel" (Dat is een seriële Verdi); het serialisme was geboren.

## Bekende studenten van Stockhausen
| - Maryanne Amacher - Gilbert Amy - Junsang Bahk - Clarence Barlow - Mary Bauermeister - Michael von Biel - Gregory Biss - Konrad Boehmer - Jean-Yves Bosseur - Karl Gottfried Brunotte - Boudewijn Buckinx - Cornelius Cardew - Stephen Chatman - Tom Constanten - Holger Czukay - Hugh Davies - Michel Decoust - Jean-Claude Éloy - Péter Eötvös | - Johannes G. Fritsch - Renaud Gagneux - Rolf Gehlhaar - Jacob Gilboa - Gérard Grisey - Jon Hassell - York Höller - Eleanor Hovda - Nicolaus A. Huber - Alden Jenks - David C. Johnson - Will Johnson - Jonathan Kramer - Helmut Lachenmann - André Laporte - David Llewelyn - Stanley G. Lunetta - Vincent McDermott | - John McGuire - Jennifer Helen McLeod - Robin Maconie - Mesías Maiguashca - Pierre Mariétan - Tomás Marco - Gérard Masson - Paul Méfano - Costin Miereanu - Dary John Mizelle - Emmanuel Nunes - Gonzalo de Olavide - Justice Olsson - Jorge Peixinho - Zoltán Pongrácz - Wolfgang Rihm - Ingo Schmitt - Irmin Schmidt - Holger Schüring | - Kurt Schwertsik - Gerald Shapiro - Roger Smalley - Avo Sõmer - Tim Souster - Ludger Stühlmeyer - Atli Heimir Sveinsson - Zsigmond Szathmáry - Ivan Tcherepnin - Serge Tcherepnin - Gilles Tremblay - Stephen Truelove - Claude Vivier - Kevin Volans - Thomas Wells - Jaroslav J. Wolf - La Monte Young - Hans Zender |

## Werkenlijst
- Klavierstücke 1 t/m 18
- Kreuzspiel
- Formel
- Punkte
- Kontra-Punkte
- Gesang der Jünglinge
- Gruppen
- Carré
- Kontakte
- Mikrofonie I en II
- Hymnen
- Stimmung
- Aus den sieben Tagen
- Mantra
- Tierkreis
- Musik im Bauch
- Sirius
- Licht, die sieben Tage der Woche, operacyclus
  - Montag
  - Dienstag
  - Mittwoch
  - Donnerstag
    - Kindheit
    - Michaels Reise um die Erde
    - Michaels Heimkehr
    - Unsichtbare Chöre

  - Freitag
  - Samstag
    - Luzifers Traum
    - Kathinka's Gesang als Luzifers Requiem
    - Luzifers Tanz
    - Luzifers Abschied

  - Sonntag
- Werken voor harmonieorkest
  - Luzifers Tanz (uit: Samstag uit Licht) voor trombone-/eufoniumsolo, piccolo-trompet, piccolo-fluit en harmonieorkest
- Klang (24 uren van de dag)
  - 1e uur; HIMMELFAHRT voor synthesizer, sopraan en tenor
  - 2e uur; FREUDE voor twee harpen
  - 3e uur; NATÜRLICHE DAUERN voor piano
  - 4e uur; HEAVEN’S DOOR voor een percussionist en een klein meisje
  - 13e uur; COSMIC PULSES elektronische muziek